# Santiago Palacios Macedo
Santiago Fabio Palacios (Cuernavaca, Morelos, México, 21 de abril de 1991), es un futbolista mexicano, con nacionalidad francesa. Juega como media punta en el CF Pozuelo de la Tercera División de España, el cuarto nivel de fútbol en ese país.

## Trayectoria

### Ajax Jiutepec A.C.
Comenzó jugando en 2008 con el Ajax Jiutepec A.C. de la Tercera División de México. 

### Club Universidad Nacional Sub-20
Se mantuvo durante una temporada y media con el equipo y entonces fue llevado por Guillermo Vázquez Mejía al equipo Sub-20 del Club Universidad Nacional en 2010. Con los felinos estuvo durante un año y medio.

### De Treffers
En 2011, Wim Zwitserloot, conocido holandés de su padre, lo vio jugar con Pumas y, al enterarse de que Santiago contaba con pasaporte Europeo, lo invitó a ir a jugar a los Países Bajos con el De Treffers de la Topklasse (Tercera División), además, tomó esta oportunidad para terminar sus estudios de Negocios Internacionales en la Universidad HAN (Hogeschool van Arnhem en Nijmegen).
La temporada 2014/15 terminó como goleador del campeonato con 27 goles en 28 partidos jugando de mediocampista ofensivo lo que despertó el interés de muchos clubes de la Eredivise.

### Roda JC
El 18 de junio del 2015, se confirma el fichaje del Roda JC Kerkrade en un contrato por dos años, con opción a extenderlo a tres, equipo recién ascendido a la Eredivisie, para disputar la temporada 2015/16.
El 30 de junio del 2015 fue presentado con el Roda. 

El 4 de julio del 2015 debutó en un amistoso contra el LHC, entró de cambio en el segundo tiempo y al minuto 72' anotó su primer gol con el equipo, el partido terminó 7-0.

### MVV Maastricht
Para la Temporada 2015, Palacios fue prestado al MVV Maastricht de Segunda División durante una temporada en donde se afianzó como titular jugando en diferentes posiciones como media punta, interior, falso nueve e inclusive de medio centro defensivo. El equipo disputó play offs por el ascenso en donde cayeron en semifinales. 

### PUMAS UNAM
Tras reportar con el Roda JC para preparar la temporada 2016-2017 en la Eredivise, teniendo importante participación durante los partidos amistosos contribuyendo con goles y asistencias, Palacios-Macedo decidió aceptar la oferta que le puso sobre la mesa su antiguo club Pumas UNAM para regresar a México.
Santiago Palacios debuta un 28 de octubre en un partido vs Veracruz poniendo asistencia de gol y una semana después, en su estreno en CU, anota su primer gol con el equipo universitario en un partido contra Morelia.

### Carrera como Entrenador
Tras acabar su carrera como jugador, Santiago Palacios hace sus cursos de entrenador UEFA en España, y desde 2022 trabaja como entrenador y scout en la cantera del Real Madrid C.F. 

### Estadísticas
| De Treffers · Países Bajos                                                     |               |               |     |    |   |   |   |     |     |    |
| 3ª                                                                             | 2011/12       | 16            | 8   | -  | - | - | - | 16  | 8   |    |
| 3ª                                                                             | 2012/13       | 24            | 3   | -  | - | - | - | 24  | 3   |    |
| 3ª                                                                             | 2013/14       | 30            | 12  | 1  | 0 | - | - | 31  | 12  |    |
| 3ª                                                                             | 2014/15       | 28            | 27  | 2  | 1 | - | - | 30  | 28  |    |
| Total club                                                                     | Total club    | 98            | 50  | 3  | 1 | - | - | 101 | 51  |    |
| MVV Maastricht · Países Bajos                                                  |               |               |     |    |   |   |   |     |     |    |
| 2ª                                                                             | 2015/16       | 31            | 5   | 0  | 0 | 0 | 0 | 31  | 5   |    |
| Total club                                                                     | Total club    | 31            | 5   | 0  | 0 | 0 | 0 | 31  | 5   |    |
| Club Universidad Nacional · México                                             |               |               |     |    |   |   |   |     |     |    |
| 1ª                                                                             | 2016/17       | 9             | 1   | 0  | 0 | 0 | 0 | 9   | 1   |    |
| Total club                                                                     | Total club    | 9             | 1   | 0  | 0 | 0 | 0 | 9   | 1   |    |
| Atlético de San Luis · México                                                  |               |               |     |    |   |   |   |     |     |    |
| 2ª                                                                             | 2017          | 5             | 0   | 0  | 0 | 0 | 0 | 5   | 0   |    |
| Total club                                                                     | Total club    | 5             | 0   | 0  | 0 | 0 | 0 | 5   | 0   |    |
| AD Unión Ardave · España                                                       |               |               |     |    |   |   |   |     |     |    |
| 3ª                                                                             | 2018/19       | 0             | 0   | 0  | 0 | 0 | 0 | 0   | 0   |    |
| Total club                                                                     | Total club    | 0             | 0   | 0  | 0 | 0 | 0 | 0   | 0   |    |
| Total carrera                                                                  | Total carrera | Total carrera | 143 | 56 | 3 | 1 | 0 | 0   | 146 | 57 |
| (1)Incluye datos de Copa de los Países Bajos (2)Incluye datos de la Eredivisie |               |               |     |    |   |   |   |     |     |    |

## Palmarés

### Distinciones individuales
| Distinción                      | Año     |
| ------------------------------- | ------- |
| Máximo goleador de la Topklasse | 2014/15 |